# Byzantsko-osmanské války
Byzantsko-osmanské války byla série válečných konfliktů mezi Osmanskými Turky a Byzantskou říší, která skončila pádem Byzance a nástupem Osmanské říše.
Po ztrátě Konstantinopole roku 1204 byla Byzantská říše rozdělená a ve vnitřním zmatku. Této situace využil Rúmský sultanát, který obsadil území západní Malé Asie, kde přímý nástupce Byzance, Nikájské císařství, nebylo schopno odrazit seldžucké Turky. Nakonec byla Konstantinopol roku 1261 dobyta zpět od Latinského císařství. Přesto zůstalo postavení obnovené Byzantské říše nejisté kvůli konfliktům s Epirským despotátem, Srbskem a Bulharským carstvím. To v kombinaci s oslabením Rúmského sultanátu vedlo k přesunu vojsk z Malé Asie do Thrákie k zajištění vlády nad ní.
Zatímco se mnoho tureckých bejů zúčastnilo dobývání byzantského a seldžuckého území, největší hrozbu pro Nikaiu a Konstantinopol představoval bej Osman Gazi. V roce 1299 se Osman prohlásil sultánem a jeho území se později stalo Osmanskou říší. Naproti tomu stále slabší Byzanc sužovali vnitřní nepokoje a občanské války mezi nástupci na trůn v Konstantinopoli. Během padesáti let vlády Osmana I. přestala existovat byzantská Malá Asie a kolem roku 1380 byzantská Thrákie padla do rukou Osmanů. Byzanci zůstalo jen samotné město Konstantinopol a také Morea (pevninské Řecko) a stala se vazalem Osmanské říše. Byzantsko-osmanské války skončily osmanským dobytím Konstantinopole roku 1453.

## Historie

### Počátek války

Byzanc a okolní státy roku 1263

Následujíce byzantsko-seldžucké války, se mnoho Turků usadilo v Malé Asii a dobyli si území a polosamostatné státy pro sebe po zhroucení Rúmského sultanátu na konci 13. století. Jedním šlechticem (bejem) starého sultanátu byl Osman Gazi, zakladatel Osmanské dynastie. Osmanova država ležela v severozápadním regionu Anatolie, blízko Konstantinopole. Osman využil oslabeného postavení Byzance na konci 13. století k nájezdům a výpadům na jeho území. Byzantský ústup byl způsoben ambicí císaře Michaela VIII., jež se pokoušel vytlačit křižáky z Řecka a ponechal tak Malou Asii otevřenou pro Osmanův útok.

### Vzestup Osmanů (1265–1328)
Po dobytí Konstantinopole Michaelem Palaiologem, byla Byzantská říše ve vážném postavení. Mezi křižáckými státy v Řecku a dalších regionech probíhaly rozhovory o znovudobytí Konstantinopole pro Latinské císařství zatímco na severu byla hlavní hrozbou Srbská expanze na Balkáně vedená králem Štěpánem. Aby vyřešil tyto problémy, začal Michael Palaiologos konsolidovat svoji vládu, nechal svého jedenáctiletého spoluvládce Jana IV. oslepit a uvěznit, což vyvolalo velkou nelibost. Za tento čin byl Michael exkomunikován konstantinopolským patriarchou Arseniem a vedl také ke vzpouře vedené falešným Janem IV., která vypukla poblíž Nikaie. Michael Palaiologos jmenoval nového patriarchu v Konstantinopoli nařídil mu odvolat svoji exkomunikaci učiněnou Arseniem a podvolit se papeži, aby tak zmírnil křižáckou hrozbu. Jak Byzantinci dobývali latinská teritoria, Turci pod vedením Osmana I. vedli nájezdy na byzantskou Anatolii. Sogut a Eskişehir byli obsazeny roku 1265 a 1289. Michael Palaiologos nebyl schopen tyto útoky zastavit kvůli postupu na Západě. V roce 1282 císař zemřel a vládu převzal jeho syn Andronikos II.
Postupující Turci byli považováni za osvoboditelé a mnoho obyvatel brzy konvertovalo k islámu, podlamujíce byzantskou ortodoxní základnu. Andronikova vláda byla nekompetentní a v dlouhodobém měřítku poškodila Byzantskou říši. Císař měl zájem na udržení Anatolie a nařídil stavbu pevností v Malé Asii a trénování armády, přesunul svůj dvůr do Anatolie, aby měl přehled o protiturecké kampani vedené generálem Alexiem. Počáteční postup byl marný, poté co se Alexios pokusil o převrat a byl oslepen a jeho tažení bylo ukončeno. To umožnilo Osmanům oblehnout Nikaiu v roce 1301. Další porážku zasadili Osmané Andronikovu synovi Michaelovi IX. roku 1302 v bitvě u Baphea.
I přesto se Andronikos pokusil o úder proti Turkům, tentokrát s pomocí katalánských žoldnéřů. Pod velením císařova syna Michala IX. a Rogera de Flor 6500 žoldnéřů vytáhlo na jaře a na podzim 1303 proti Turkům. V důsledku těchto porážek nebyl Andronikos schopen vyslat mnoho vojáků. Roku 1320 byl Andronikos III. vyděděn po smrti syna Andronika II. a o rok později vytáhl na Konstantinopol. Poté dostal Trákii jako úděl. Jak Andronikos III. konsolidoval svou moc v Byzanci, Osmané dobyli Bursu v roce 1326.

### Byzantský protiútok (1328–1341)

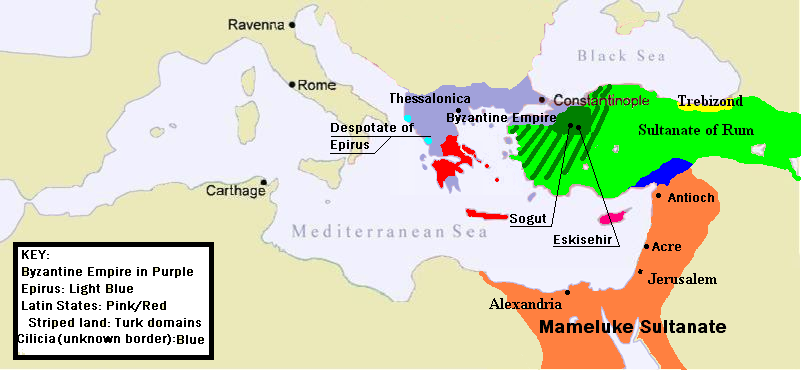
Byzanc a okolní státy roku 1328

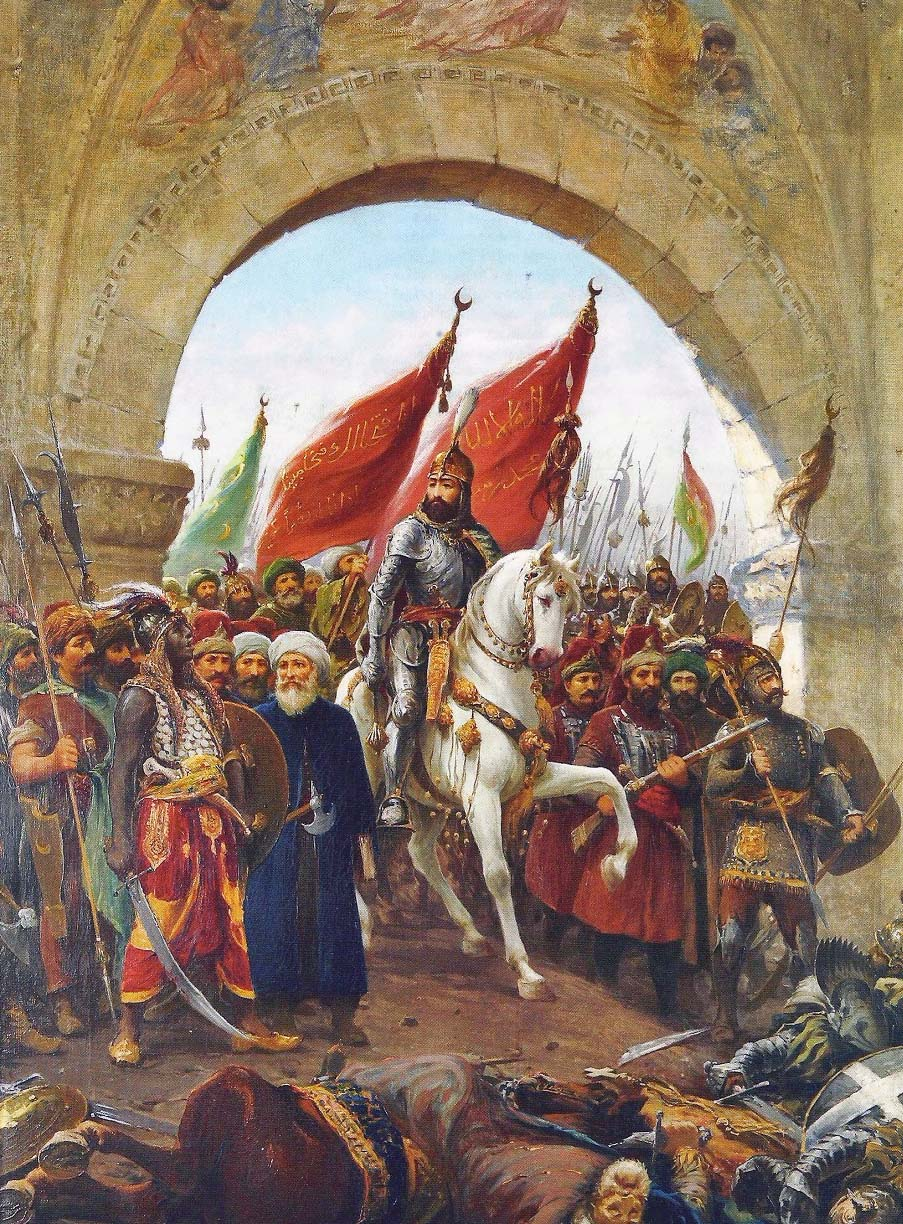
Vstup Mehmeda II. do Konstantinopole, Fausto Zonaro

Vláda Andronika III. byla posledním opravdovým a slibným pokusem o obnovení „slávy antického Říma“; Byzantská říše byla nástupcem starověké Římské říše. V roce 1329 Byzantinci vytáhli proti
Osmanským vojskům, jež uvalila blokádu a obléhala Nikaiu od roku 1301. Byzantský protiútok spolu s obranu Nikaie odradil Osmanské pokusy o dobytí dalších měst.
Osud Nikaie byl zpečetěn, když byla byzantská vojska poražena v bitvě u Pelekanu 10. června 1329. V roce 1331 Nikaia kapitulovala, což byl zničující úder říši, jelikož Nikaia byla před 70 lety hlavním městem říše.